# Johan Friis

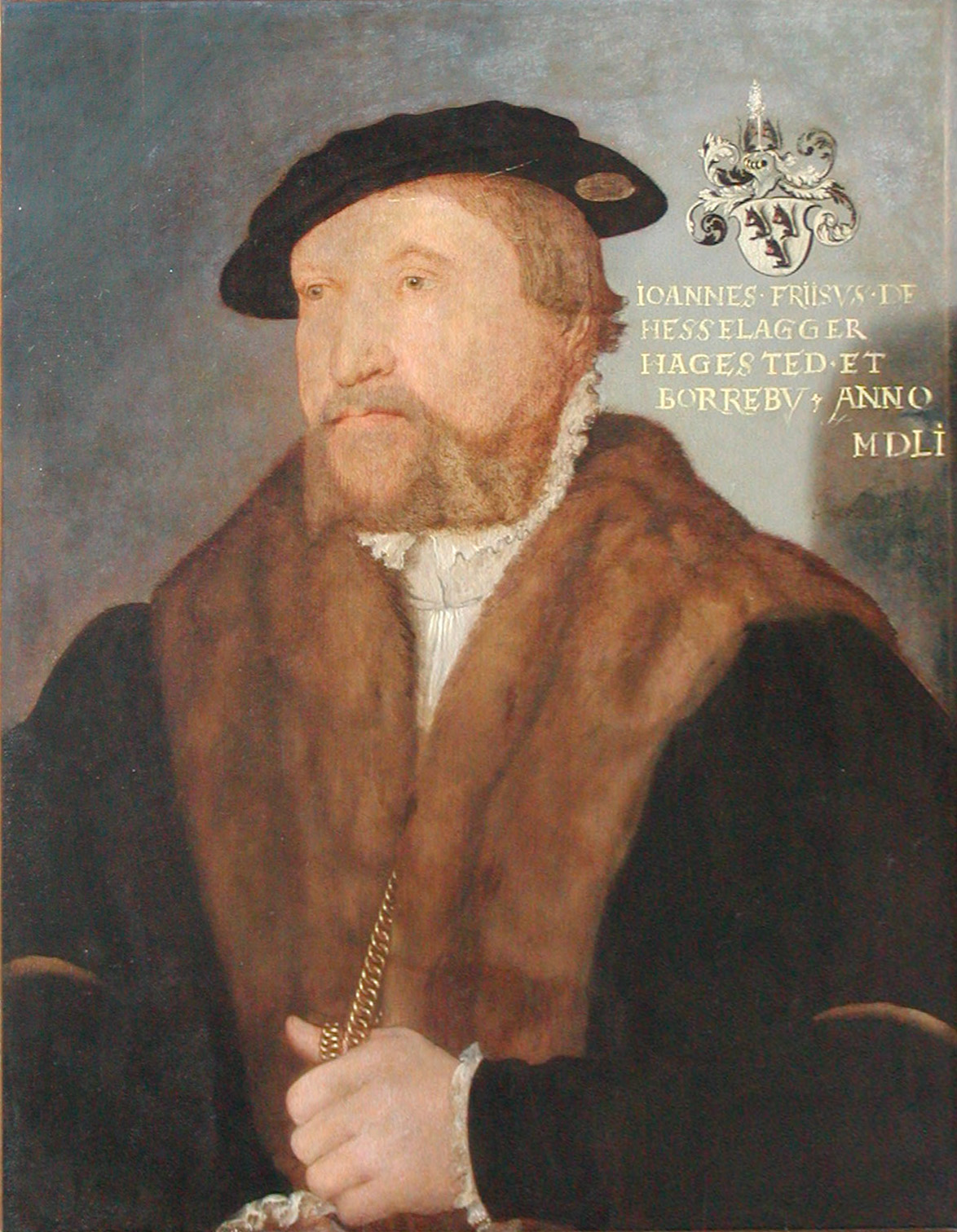
Johan Friis till Hesselager. Målning av Jacob Binek 1551.
Porträttsamlingen på Frederiksborgs slott.

Johan Friis, född 1494, död 1570, var en dansk ämbetsman. Han var farbror till Christian Friis.
Efter resor och studier i utlandet blev Friis 1524 sekreterare hos Fredrik I och fick ett stort inflytande. Han verkade senare för Kristian III:s val, blev 1536 riksråd och kungens kansler. Då Köpenhamns universitet återupprättades 1537, blev Friis dess kansler. Han var Kristian III behjälplig vid undervisningsväsendets höjande och uppträdde själv som frikostig mecenat mot vetenskapsmän, bland annat Anders Sørensen Vedel och Hans Svaning. Under Fredrik II bibehöll Friis sitt gamla inflytande och fick under kriget mot Sverige 1563-1570 så gott som hela den inre styrelsen i sin hand.